# Lynn Patrick
Pour les articles homonymes, voir Patrick.
Temple de la renommée : 1980
Joseph Lynn Patrick (né le 3 février 1912 à Victoria, Colombie-Britannique au Canada - mort le 26 janvier 1980 à Saint-Louis, Missouri aux États-Unis) est un joueur et un entraîneur professionnel canadien de hockey sur glace. Il évoluait en position d'ailier gauche. En 1940, il remporte la coupe Stanley avec les Rangers de New York.
Il a été intronisé en tant que joueur au Temple de la renommée du hockey en 1980.
Il est le fils de Lester Patrick et le père de Craig Patrick, tous deux membres du Temple de la renommée ainsi que de Glenn Patrick.

## Carrière de joueur
Lynn Patrick est le fils de Lester Patrick et a grandi en Colombie-Britannique où son père dirigeait l'Association de hockey de la Côte du Pacifique avec son oncle Frank Patrick. Cependant, il ne débute à jouer au hockey organisé seulement après qu'il déménage à Montréal à la fin de son adolescence.
En 1934, il signe avec les Rangers de New York alors entraîné par son père. En raison du favoritisme de ce dernier, il est souvent ridiculisé par les supporters et la presse. Lors de la saison 1939-1940, il participe à la victoire des Rangers en coupe Stanley, la troisième de la franchise. En 1942, il termine meilleur buteur de la LNH avec 32 réalisations et finit second du classement des pointeurs, deux points derrière son coéquipier Bryan Hextall. Ces performances lui valent d'être nommé dans la première équipe d'étoiles de la saison. Après une nouvelle saison en LNH, il suspend sa carrière jusqu'à la fin de la seconde Guerre mondiale. De retour en 1945, il joue pour les Rangers une saison avant de mettre un terme à sa carrière un an plus tard.
En 1980, l'année de son décès, il est intronisé en tant que joueur au Temple de la renommée du hockey. Neuf ans plus tard, il reçoit à titre posthume le trophée Lester-Patrick pour services rendus au hockey aux États-Unis.
| Saison     | Équipe                | Ligue      |     | Saison régulière | Saison régulière | Saison régulière | Saison régulière | Saison régulière |    | Séries éliminatoires | Séries éliminatoires | Séries éliminatoires | Séries éliminatoires | Séries éliminatoires |
| Saison     | Équipe                | Ligue      | PJ  | B                | A                | Pts              | Pun              | PJ               | B  | A                    | Pts                  | Pun                  |                      |                      |
| 1933-1934  | Royaux de Montréal    | MCHL       | 15  | 5                | 3                | 8                | 4                | 2                | 0  | 0                    | 0                    | 0                    |                      |                      |
| 1934-1935  | Rangers de New York   | LNH        | 48  | 9                | 13               | 22               | 17               | 4                | 2  | 2                    | 4                    | 0                    |                      |                      |
| 1935-1936  | Rangers de New York   | LNH        | 48  | 11               | 14               | 25               | 29               |                  |    |                      |                      |                      |                      |                      |
| 1936-1937  | Rangers de New York   | LNH        | 45  | 8                | 16               | 24               | 23               | 9                | 3  | 0                    | 3                    | 2                    |                      |                      |
| 1937-1938  | Rangers de New York   | LNH        | 48  | 15               | 19               | 34               | 24               | 3                | 0  | 1                    | 1                    | 2                    |                      |                      |
| 1938-1939  | Rangers de New York   | LNH        | 35  | 8                | 21               | 29               | 25               | 7                | 1  | 1                    | 2                    | 0                    |                      |                      |
| 1939-1940  | Rangers de New York   | LNH        | 48  | 12               | 16               | 28               | 34               | 12               | 2  | 2                    | 4                    | 4                    |                      |                      |
| 1940-1941  | Rangers de New York   | LNH        | 48  | 20               | 24               | 44               | 12               | 3                | 1  | 0                    | 1                    | 14                   |                      |                      |
| 1941-1942  | Rangers de New York   | LNH        | 47  | 32               | 22               | 54               | 18               | 6                | 1  | 0                    | 1                    | 0                    |                      |                      |
| 1942-1943  | Rangers de New York   | LNH        | 50  | 22               | 39               | 61               | 28               |                  |    |                      |                      |                      |                      |                      |
|            |                       |            |     |                  |                  |                  |                  |                  |    |                      |                      |                      |                      |                      |
| 1945-1946  | Rangers de New York   | LNH        | 38  | 8                | 6                | 14               | 30               |                  |    |                      |                      |                      |                      |                      |
| 1946-1947  | Ramblers de New Haven | LAH        | 16  | 2                | 6                | 8                | 16               | 3                | 1  | 0                    | 1                    | 2                    |                      |                      |
| Totaux LNH | Totaux LNH            | Totaux LNH | 455 | 145              | 190              | 335              | 240              | 44               | 10 | 6                    | 16                   | 22                   |                      |                      |

## Carrière d'entraîneur
Aussitôt sa carrière de joueur terminée, il succède à Ralph Weiland à la tête des Ramblers de New Haven de la Ligue américaine de hockey. Au cours de la saison 1948-1949, il remplace Frank Boucher comme entraîneur-chef des Rangers de New York et les mène en 1950 en finale de la coupe Stanley où ils s'inclinent en sept matchs face aux Red Wings de Détroit. La saison suivante, il prend les rênes des Bruins de Boston qu'il dirige pendant un peu plus de quatre ans. En 1953, les Bruins atteignent la finale mais s'inclinent en cinq parties face aux Canadiens de Montréal. En 1954, il est nommé directeur général des Bruins, position qu'il occupe pendant 11 ans. Au cours de la saison 1965-1966, il dirige les Blades de Los Angeles de la Western Hockey League.
En 1967, il devient l'entraîneur-chef et le directeur général des Blues de Saint-Louis qui font alors leurs débuts en LNH. En cours de saison, il renonce à la fonction d'entraîneur et nomme Scotty Bowman comme son remplaçant, offrant à ce dernier son premier poste majeur. Par la suite, Patrick devient le vice-président des Blues, faisant quelques intérims sur le banc. En 1977, il se retire du monde du hockey.
| 1946-1947  | Ramblers de New Haven | LAH        |     |     |     |    |     |      | 3e de la Division Est       | 2  | 1  | 2  | 0 | 33,3 | Éliminé au premier tour       |
| 1947-1948  | Ramblers de New Haven | LAH        | 68  | 31  | 30  | 7  | 69  | 50,7 | 2e de la Division Est       | 4  | 2  | 2  | 0 | 50   | Éliminé au deuxième tour      |
| 1948-1949  | Ramblers de New Haven | LAH        |     |     |     |    |     |      | Remplacé en cours de saison |    |    |    |   |      |                               |
| 1948-1949  | Rangers de New York   | LNH        | 37  | 12  | 20  | 5  | 29  | 39,2 | Sixième                     |    |    |    |   |      | Non qualifié                  |
| 1949-1950  | Rangers de New York   | LNH        | 70  | 28  | 31  | 11 | 67  | 47,9 | Quatrième                   | 12 | 7  | 5  | 0 | 58,3 | Finaliste de la coupe Stanley |
| 1950-1951  | Bruins de Boston      | LNH        | 70  | 22  | 30  | 18 | 62  | 44,3 | Quatrième                   | 6  | 1  | 4  | 1 | 25,0 | Éliminé au premier tour       |
| 1951-1952  | Bruins de Boston      | LNH        | 70  | 25  | 29  | 16 | 66  | 47,1 | Quatrième                   | 7  | 3  | 4  | 0 | 42,9 | Éliminé au premier tour       |
| 1952-1953  | Bruins de Boston      | LNH        | 70  | 28  | 29  | 13 | 69, | 49,3 | Troisième                   | 11 | 5  | 6  | 0 | 45,5 | Finaliste de la coupe Stanley |
| 1953-1954  | Bruins de Boston      | LNH        | 70  | 32  | 28  | 10 | 74  | 52,9 | Quatrième                   | 4  | 0  | 4  | 0 | 0    | Éliminé au premier tour       |
| 1954-1955  | Bruins de Boston      | LNH        | 30  | 10  | 14  | 6  | 26  | 43,3 | Remplacé en cours de saison |    |    |    |   |      |                               |
|            |                       |            |     |     |     |    |     |      |                             |    |    |    |   |      |                               |
| 1965-1966  | Blades de Los Angeles | WHL        | 72  | 22  | 48  | 2  | 46  | 31,9 | Sixième                     |    |    |    |   |      | Non qualifié                  |
|            |                       |            |     |     |     |    |     |      |                             |    |    |    |   |      |                               |
| 1967-1968  | Blues de Saint-Louis  | LNH        | 16  | 4   | 10  | 2  | 10  | 31,3 | Remplacé en cours de saison |    |    |    |   |      |                               |
|            |                       |            |     |     |     |    |     |      |                             |    |    |    |   |      |                               |
| 1974-1975  | Blues de Saint-Louis  | LNH        | 2   | 1   | 0   | 1  | 3   | 75,0 | Entraîneur par intérim      |    |    |    |   |      |                               |
| 1975-1976  | Blues de Saint-Louis  | LNH        | 8   | 3   | 5   | 0  | 6   | 37,5 | Entraîneur par intérim      |    |    |    |   |      |                               |
| Totaux LNH | Totaux LNH            | Totaux LNH | 443 | 165 | 196 | 82 | 412 | 46,5 |                             | 40 | 16 | 23 | 1 | 41,3 |                               |

## Titres et honneurs personnels
- Ligue nationale de hockey
  - Champion de la coupe Stanley 1940 avec les Rangers de New York
  - Nommé dans la première équipe d'étoiles 1942
  - Nommé dans la seconde équipe d'étoiles 1943
  - Récipiendaire du trophée Lester-Patrick 1989
- Temple de la renommée du hockey
  - Intronisé en tant que joueur en 1980
- Rangers de New York
  - Meilleur joueur des Rangers 1942 et 1943, choisi par les journalistes de hockey de la presse écrite[5]

## La famille Patrick
Lynn Patrick est issu d'une famille passionnée de hockey souvent appelée la « famille royale du hockey ». Elle compte au total quatre membres au Temple de la renommée du hockey.
Son père Lester, intronisé en 1947, est une figure historique du hockey. En 1911, il fonde, avec son frère Frank, l'Association de hockey de la Côte du Pacifique. Frank, lui-même intronisé au Temple en 1958, a occupé la position de directeur général de la Ligue nationale de hockey lors de la saison 1933-1934.
Muzz a joué aux côtés de son frère Lynn pour les Rangers de New York. Comme son père et son frère il a entraîné les Rangers.
Craig et Glenn Patrick, deux des fils de Lynn, ont joué au hockey professionnellement. Après sa carrière de joueur, Craig devient l'adjoint de Herb Brooks et fait partie de l'aventure du Miracle sur glace avec l'équipe des États-Unis qui en 1980 lors du tournoi des Jeux Olympiques gagne la médaille d'or. La même année, il devient le quatrième membre de sa famille à occuper la position d'entraîneur pour les Rangers de New York. Il est intronisé au Temple en 2001.
L'actrice Dorothy Wilma Davis était la première épouse de Lynn Patrick. Ils ont eu un fils, Lester Lee Patrick.